# Paraphaenodiscus chrysocomae
Paraphaenodiscus chrysocomae är en stekelart som beskrevs av Prinsloo 1976. Paraphaenodiscus chrysocomae ingår i släktet Paraphaenodiscus och familjen sköldlussteklar. Inga underarter finns listade i Catalogue of Life.